# Theuderik keleti gót király
Nagy Theuderik vagy Theodorik (egykorú, latin nyelvű forrásokban Theodericus, Theodoricus), a német szakirodalom nyomán elterjedt írásmóddal Theoderich, (453/454, újabb kutatás szerint 455 – 526. augusztus 26./30.), az osztrogótok királya (ur.: 474–526), Itália vezetője (ur.: 493–526) és a vizigótok kormányzója (511–526). Itáliában keleti gót birodalmat alapított és össze akarta olvasztani a gótokat a rómaiakkal, azonban ez a törekvése az ariánus gótok és katolikus rómaiak vallási ellentétén meghiúsult. Theuderikről formázták a mondabeli Dietrich von Bern („Theoderich von Verona“) alakját.

## Élete

### Ifjúkora
A hun uralom alól felszabadult gótok, miként Jordanes krónikaíró írja, az Amalok ősi családjából származó Valamir király és testvérei, Theudemir és Vidimir alatt éltek Pannóniában "nagy egyetértésben", de megosztva maguk között a területet. 456–457 telén Attila fiai "ellenük jöttek, mintha azok csak uralmuk alól szöktek volna meg", azonban Valamir király visszaverte a hun csapatokat, amelyek Szkítia Dnyeper menti részére menekültek. A győzelem hírével Valamir örömhírnököt küldött testvéréhez. "Thiudimer házában azonban még nagyobb örömet talált. Ezen a napon született meg ugyanis Thiudimer fia, Theodorich, bár csak egy ágyasától, Ereleivától, de azért nagy reményű fiúcska". Jordanes, miként a későgót hagyomány is, a győzelem napjára helyezi Theuderik születését, mintegy ezzel is kiemelve személyiségét. Valójában Theuderik korábban, 452–453 körül született.
A gótok harcos népe azonban nem tudott békésen, hosszú ideig egy helyben élni. Így amikor I. Leó keletrómai császár (ur.: 457–474) megtagadta a gótoknak az addig fizetett évi segélyt, azok "dühükben fegyvert ragadnak és majdnem egész Illyricumot végigdúlva rabolva pusztítják". A császár "érzelmeit rögtön megváltoztatva", követei révén tárgyalásokat kezdett a gót királyokkal. 461-ben új foedusban elismerte pannóniai berendezkedésüket, s "anekik úgy a régi, mint a most járó ajándékokat, megígérve, hogy azt a jövőben is minden vonakodás nélkül meg fogja adni". A béke megtartásának garanciájaként a császár a főkirály, Valamer fiát kérte túszul. Azonban neki gyermeke nem volt, ezért unokaöccsét, az akkor nyolcéves Theuderket mint saját fiát küldte túszul Konstantinápolyba, 462-ben. Theuderik, "mivel szép gyermek volt, megszerezte a császári kegyet magának".
Theuderik itt 10 évig időzött (és legalább részben római nevelést kapott). A konstantinápolyi udvarban sokat tanult a római kormányzásról és hadügyekről; ezeknek az ismereteknek később gót uralkodóként jó hasznát vette.[forrás?]
Eközben – a szerződés értelmében – a gótok nem is támadták meg a Birodalmat, hanem a szomszédaik ellen fordultak. Először Noricumba törtek be, ahonnét ugyan visszaverte őket a nyugatrómai rész katonai parancsnoka, Ricimer, de a gótok elzárták a híres borostyánutat. 468-ban halt meg Valamir király, utódja Theudemir lett, aki "örvendezve fogadta fiát, Theodorikot, akit Leó császár nagy ajándékokkal hazabocsátott.".
Theuderik ekkor tizennyolc éves volt. Ha a császár azt hitte, hogy az udvarában nevelkedett ifjú Konstantinápoly érdekeit fogja képviselni, csalódnia kellett. Theuderik – Jordanes tudósítása szerint – egy 6000 fős sereggel átkelt a Dunán és megtámadta a szarmaták által a rómaiaktól elfoglalt Singidunumot. A szarmaták királyát megölte, "s miután családját és vagyonát felprédálta, diadalmasan tért vissza atyjához". A várost azonban nem adta vissza a rómaiaknak, hanem saját hatalma alá vette.

### Kivonulás Pannóniából
A keleti gótok, akik a harci zsákmányból éltek, miután kifosztották szomszédjaikat, további vándorlásra kényszerültek. Jordanes így ír pannóniai kivonulásukról: "Ezután, minthogy a szomszéd népektől szerzett zsákmány megfogyott, kezdték a gótok egyrészt az élelem és ruházat hiányát érezni, másrészt ezen embereknek, akiknek folyton a harc nyújtott táplálékot, a béke kezdett ellenszenvessé válni. Tehát Thiudimer királyhoz mentek, és nagy zajjal kérték, hogy bárhova tetszik is neki, csak indítson háborút.".
A gótok egy része Itália felé vonult az Alpokon át, Vidimir vezetésével. A nyugati császár továbbküldte őket Galliába a nyugati gótokhoz. A másik rész Theudemir és Theuderik vezetésével a keletrómai területre vonult. A császár Illyricumot adta nekik településhelyül. Amíg a gótok elegendő ellátást kaptak, békében maradtak, de ha kevésnek találták, raboltak, fosztogattak. Végigrabolták Thesszália városait. A Thesszaloniké ellen vezetett sereggel a római hadvezér békét kötött, átengedve a gótoknak néhány várost.
Mivel azonban meglehetősen zavaros viszonyok uralkodtak a birodalom balkáni provinciáiban (ahol az osztrogótok bizánci területeken éltek, mint foederati [szövetségesei] a rómaiaknak[forrás?]), Theuderik is hiába kormányozta rátermetten népét, békés és biztonságos hazát itt sem teremthetett, noha Zénón patríciusi, majd consuli címmel is felruházta. A keleti gótok egyre nyugtalanítóbbá és kezelhetetlenebbé váltak Zénó számára.[forrás?]

### Bevonulás Itáliába
Nem sokkal Theuderik trónra lépése után a két uralkodó kidolgozott egy mindkét fél számára előnyös megállapodást. Az osztrogótoknak egy terület kellett ahol élhetnek, és Zénónak komoly ellentétei voltak Odoakerrel, Itália királyával, aki 476-ban megbuktatta a Nyugatrómai Birodalmat. Zénó látszólagos alkirályaként Odoaker a bizánci területeket veszélyeztette és nem mutatott tiszteletet a római polgárok jogait illetően Itáliában[forrás?]. 488-ban a császár elrendelte, hogy Theuderik vonuljon Itáliába, ott döntse meg Odoaker uralmát, és a birodalom nevében kormányozzon a félszigeten.
488-ban tehát Theuderik átkelt az Alpokon, és mintegy 100 000 fős népével 489. augusztus végén érkezett meg Itáliába. Itt megnyerte az isonzó (489), majd a veronai csatát (489) és diadalmaskodott az Addánál (490), így csaknem egész Itáliát uralma alá hajtotta, de Ravennában Odoaker még 3 évig állta az ostromot (ez volt az úgynevezett hollócsata). Ezután a két vezér egyezséget kötött, hogy együtt fognak uralkodni Itáliában, és Odoaker 493. március 5-én bebocsátotta Theuderiket a bevehetetlen városba. Tíz napra rá két kereskedőnek álcázott gót váratlanul lefogta Odoakert egy lakomán, Theuderik pedig leszúrta riválisát, majd megölte a feleségét és a fiát, végül követőit is lemészároltatta.
Jordanes gót történetíró (VI. sz.) így számol be Ravenna ostromáról:
"Miután Theuderich a Pó folyamon átkelt, Ravennánál, a székvárosnál körülbelül három mérföldnyi távolságban üti fel táborát azon helyen, amelynek neve Pineta. Mikor ezt Odoacer látta, a város falai mögé vonult, s innen éjjelenként lopva gyakorta kijön s a gótok seregét nyugtalanítja s erre nem egyszer-kétszer vállalkozik, hanem gyakorta, majdnem teljes három éven át. De hiába erőlködik, minthogy ekkor már az egész Itália Theoderichot vallotta urának és hódolt akaratának. Csak ő maga küszködött naponként csekély számú híveivel és a rómaiakkal, akik Ravenna falain belül voltak, az éhséggel és a harccal. Mikor ez mit sem használt, követséget küldve bocsánatért könyörög. Theoderich kezdetben engedett is neki, később azonban mégis megfosztotta életétől [...]"

### Itáliában
Máig vitatott, hogy Theuderik ezek után független királyként vagy a keletrómai császárság vazallusaként kormányozta-e Itáliát
Hatalma mindazonáltal nem volt korlátlan. Consulokat például nem  nevezhetett ki a császár beleegyezése nélkül; csupán rendeleteket bocsáthatott ki, törvényeket nem (bár a gyakorlatban alig volt különbség e kettő között); nem adományozhatott római állampolgárságot gót alattvalóinak, akik nem lehettek senatorok vagy egyéb fontosabb római köztisztviselők sem, és tilos volt vegyes házasságot kötniük a rómaiakkal.
Theuderik a gótoknak adományozta a földbirtokok harmadrészét és a birodalom védelmével is megbízta őket, viszont a rómaiak alkotmányát, törvényeit és törvénykezését tiszteletben tartotta és hivatalnoki állásokat úgyszólván csak rómaiakkal töltötte be. A gótok főként a félsziget északi és középső részén telepedtek le, ill. némelyek visszatértek korábbi vándorlásaik valamelyik színhelyére, Dalmáciába vagy Pannóniába. Itália lakosaitól elválasztották őket a nyelvi különbségek, valamint az, hogy az osztrogótok a kereszténységnek nem a katolikus, hanem az ariánus változatát gyakorolták, és a Róma által eretneknek nyilvánított Ulfilas püspök tanait vallották.
Theuderik meghódította Szicíliát, a dél-alpesi tartományokat, és Provence-t is.
Theuderik Itáliában betöltött hegemón szerepét elsősorban dinasztikus kapcsolatok kiépítésével kívánta megszilárdítani. Még mielőtt Konstantinápoly elismerte volna uralmát, feleségül vette Audofledát, aki I. Klodvig frank király testvére volt, illetve szövetkezett a vizigót, vandál és burgundiai királlyal. Mint egyik levelében írta: "a királyok házasságait az Istenség abból a célból támogatja, hogy a béke szent kincse a népek között soha el ne vesszen". Klodvig törekvése, aki szintén uralkodni akart a gótok felett szakaszos háborúskodáshoz vezetett 506 és 523 között.[forrás?] Uralmának legnagyobb részében Theuderik volt de facto a vizigót király is, miután csecsemő unokája Amalrik régense lett 505 körül. A frankok Klodvig uralma alatt képesek voltak elragadni Aquitániát a vizigótoktól 507-ben, II. Alarich legyőzésével, de ezen kívül Theuderik sikeresen megállította a betöréseiket. 515-ben Theuderik hozzáadta lányát, Amalasunthát az oszrogót nemes Eutharichhoz, de Eutharich röviddel ezután meghalt, így nem épülhetett ki uralkodóházi kapcsolat az osztro- és vizigótok között. 
Theuderch a birodalmába irányuló vandál betöréseket is megállította azzal, hogy háborúval fenyegette meg a gyengekezű vandál királyt Thrasamundot. 519-ben, mikor egy csoport felégette a ravennai zsinagógát Theuderich saját költségén újjáépíttette[forrás?].

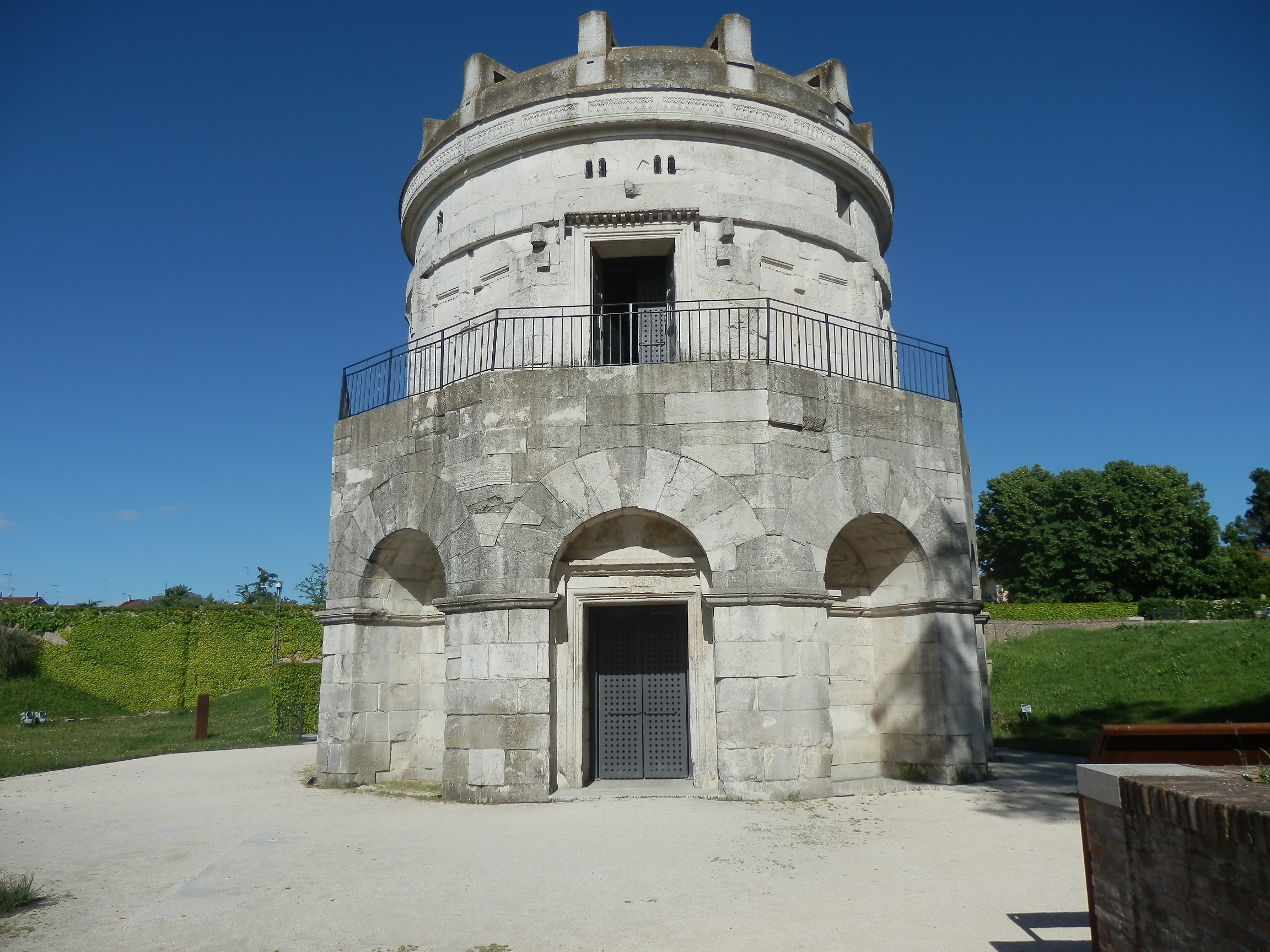
Theuderik síremléke (Ravenna)

Uralkodása végén a katolikus rómaiak összeesküvést szőttek ellene, sőt Justinus keletrómai császárt hívták segítségül. Ez annyira elkeserítette Theuderiket, hogy 524-ben Symmachiust és Boethius bölcsészt megölette (bár ezt a király később igen megbánta) letartóztatta a senatus egy részét, és erőszakosan lépett fel a katolikus egyházzal szemben is. Két évvel később ő maga is meghalt; fővárosában impozáns mauzóleumot emeltek neki. Amikor Beliszariosz (bizánci hadvezér) 540-ben elfoglalta Ravennát, Theuderik csontjait szétszórták, és a mauzóleumot Santa Maria della Rotonda néven átalakították templommá; a homlokzatot és az oszlopcsarnokot a XVI. században helyreállították.
Theuderiket unokája, Athalarich követte a trónon.

## Törvényei

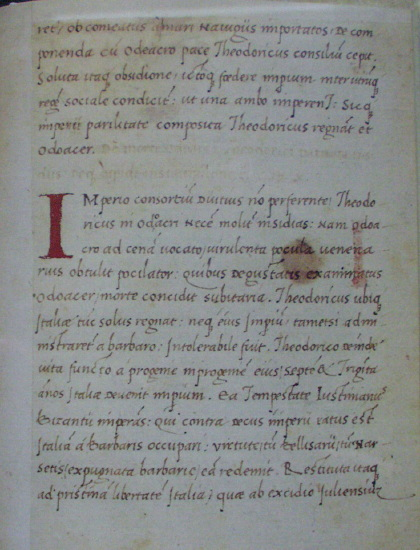
Theuderik rendeletei - részlet (Edictum Theodoreci regis)

Theuderik a VI. század elején adta ki rendeleteinek 14 tételes gyűjteményét; ezek egy-két kivétellel csupán a korábbi római törvények egyszerűbb változatai voltak. A bíráknak szánt Edictum azokat az eseteket foglalta magába, amelyek a király véleménye szerint a leggyakrabban fordulhattak elő a gyakorlatban. A rendeletek a király római és gót alattvalóira egyaránt vonatkoztak, tehát a gótoknak is római jog szerint (bár nem a római bírák fennhatósága alatt) kellett élniük.
Ez jelentette a rést Theuderiknek a rómaiak és a gótok szétválasztására irányuló politikáján. Míg a gótok Konstantinápoly rendeletére nem vállalhattak hivatalt, a rómaiak Theuderik rendeletére nem viselhettek fegyvert; állami támogatás is csak a letelepedett katonáknak, azaz a földbirtokos gótoknak járt, amelyet a veteránok személyesen a királytól vehettek át évente Ravennában. Az ilyen alkalmakkor értékelték a katonák magatartását is, a bátrakat megdicsérték, a gyávákat elmarasztalták. Az aktív katonák zsoldot vagy természetbeni juttatást kaptak. Így aztán az osztrogótok élete Theuderik alatt sokkal jobb volt, mint őseiké, akik éheztek a hun elnyomás idején; a rómaiak pedig megtarthatták mindazt, amijük a gótok érkezésekor megvolt. Theuderik 33 éves itáliai kormányzásának az volt az egyik fő célja, hogy megőrizze a békét a rómaiak és a gótok között.
Vallási dolgokban a király általános türelmet gyakorolt; kinevezési és egyéb okmányaiban rendre hangsúlyozta, hogy a gótok nem nyomhatják el a római lakosságot, nem kobozhatják el ingóságaikat, nem garázdálkodhatnak a földjeiken, emellett hosszú tirádákat intézett harcosaihoz a civilitas (kulturált viselkedés) erényéről, amely magába foglalta az erőszakmentességet. Ennek ellenére a gótok vezető rétege rossz szemmel nézett a rómaiakra.

## Gyermekei
Theuderik kétszer nősült: 

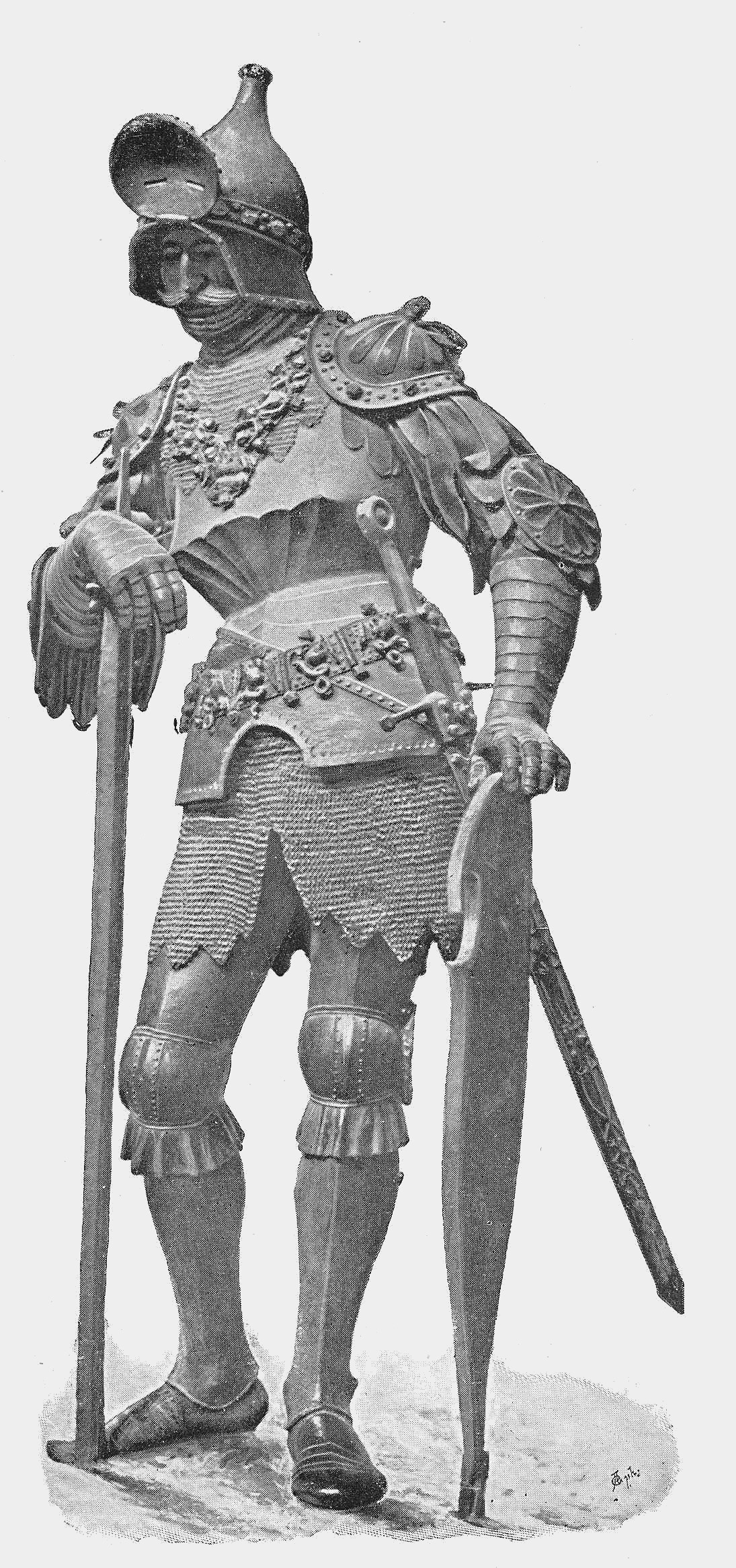
Theuderik bronzszobra 1513-ból

- első feleségének/ágyasának neve nem ismert, tőle két gyermek született: 
  - Ostrogotho[3] (475 k. – 520 előtt) (Areagne, illetve Arevagni néven is ismert) ∞[7] Zsigmond burgund király
  - Thiudigotho[3] (másként Theodegotho) ∞[7] II. Alarich nyugati gót király
- a második felesége Audefleda[3] (475 k. – 526 után) volt (házasság 493[7]), gyermekük:
  - Amalasuentha[3] (493 – 535. április 30.)

## Emlékezete
Későbbi korok is tisztelettel tekintetettek Theuderikre, amint azt ez a 9. század eleji Rök-kőn is szerepel. Íme az ún. régi-versmértékben (fornyrðislag) írott versstrófa: 

| „        | Támadt volt \|\| Þjóðrik, a hős, hreiðmari révbe \|\| régi korban Mæring fejedelem, \|\| most földben nyugszik, gót paripáján [...] | ” |
| – Rök-kő | |   |

Nagy Theoderik alakjához fűződő történetek egész szövevényét olvashatjuk a germán mondákban, ahol Dietrich von Bern (Verona) néven jelenik meg.

## Egyéb művek
- Iordanes: Getica. A gótok eredete és tettei. Közreadja: Kiss Magdolna. L´Harmattan Kiadó, Bp. 2005. Iordanes: Getica. A gótok eredete és tettei. Közreadja: Kiss Magdolna. Pécs, 2016. Online kiadás, szabadon hozzáférhető formában. Archiválva 2017. szeptember 22-i dátummal a Wayback Machine-ben
- Kiss Magdolna: Gót vezéregyéniségek a Római Birodalomban. GeniaNet Kiadó, Pécs, 2008. online kiadvány
- Magnus Felix Ennodius: Theoderich Panegyricusa I–XXI. (közreadja: Németh Tas László), GeniaNet Kiadó, 2006. online kiadvány
- Theodoric the Great (angol nyelven). The Middle Ages.net. (Hozzáférés: 2010. február 13.)
- Theodoric the Great (angol nyelven). The Catholic Encyclopedia. (Hozzáférés: 2009. november 21.)
- Theuderik király pénzérméi
- Anonymus Valesianus: Pars Posterior. Közreadja: Kovács Tamás. Pécs, 2016. Online kiadás, szabadon hozzáférhető formában. Archiválva 2018. január 20-i dátummal a Wayback Machine-ben